# Morella rivas-martinezii
Morella rivas-martinezii är en porsväxtart som beskrevs av A.Santos och J.Herb. Morella rivas-martinezii ingår i släktet Morella och familjen porsväxter. Inga underarter finns listade i Catalogue of Life.